# The Fortune Hunter (film fra 1920)
The Fortune Hunter er en amerikansk stumfilm fra 1920 af Tom Terriss.

## Medvirkende
- Earle Williams som Nathaniel Dunham
- Jean Paige som Betty Graham
- Van Dyke Brooke som Sam Graham
- Nancy Lee som Josie Lockwood
- William Holden som Banker Lockwood
- Charles Trowbridge som Harry Kellogg
- Frank Norcross som Pete Willing
- Billy Hoover som Tracey
- Louise Lee som Angie
- Earl Metcalfe som Roland Barnett